# 2e corps de cavalerie (France)
Pour les articles homonymes, voir 2e corps d'armée.
Le 2e corps de cavalerie est une unité de l'armée française qui participa à la Première Guerre mondiale.

## Les chefs du2ecorpsde cavalerie
- 30/09/1914:  Général de Mitry
- 17/12/1916 - 28/09/1916:  Colonel de Buyer
- 30/09/1917 - 01/01/1919:  Général Robillot

## Première Guerre mondiale

### Composition
- deux divisions

### Historique

#### 1914
- 3 au 7 octobre - première bataille d’Artois
- 7 au 16 octobre - Première bataille des Flandres,
- 16 au 21 octobre - Bataille de l'Yser
- 21 octobre au 17 novembre - Première bataille d'Ypres
- 14 décembre, occupation du secteur de Nieuport, jusqu’au 5 février 1915

#### 1915
- repos
- 5 mai - Engagement prévu dans les offensives des 9 mai et 16 juin (deuxième bataille d’Artois)
- 20 juin - Éléments en secteur vers Souchez, Neuville-Saint-Vaast, Notre Dame de Lorette, la fosse Calonne
- 29 août - repos
- 25 septembre-6 octobre : seconde bataille de Champagne
- 28 octobre au 7 juillet 1916 - Occupation d’un secteur vers Auberive-sur-Suippe et la ferme des Marquises

#### 1916
- septembre - Intervention prévue dans la bataille de la Somme
- 10 décembre 1916 au 29 janvier 1917, occupation d’un secteur vers Pernant, Chavonne

#### 1917
- Repos et instruction
- Avril - Intervention prévue dans la deuxième bataille de l’Aisne
- 12 avril au 5 mai dans le secteur des Cavaliers de Courcy
- 4 mai au 9 juin vers le fort de la Pompelle et Prunay
- jusqu’au 21 janvier 1918 (le 15 août 1917, réduction du secteur, à gauche, jusqu’à Reims exclu) occupation d’un secteur entre les Cavaliers de Courcy et la ferme des Marquises

#### 1918
- Mouvements
- 23 mars au 1er avril - Engagement dans la deuxième bataille de Picardie, défense en retraite de la région Nesle, Roye-Lassigny, Ressons-sur-Matz
- 5 au 8 avril - secteur de bataille vers le nord-est de Rouvrel et vers Hangard
- 16 avril au 5 mai - engagement dans la troisième bataille des Flandres : combats du mont Kemmel (25 avril) et de Locre (29)
- repos
- 1er au 20 juin, engagement dans la troisième bataille de l’Aisne (combats de Troësnes et de Dammard)
- 8 au 17 août - intervention prévue dans la quatrième bataille de Champagne
- engagement dans la troisième bataille de Picardie
- 28 septembre au 3 octobre - -bataille des crêtes de Flandres
- participation à la poussée vers l’est durant la bataille de la Lys et de l’Escaut.

### Rattachement
- Détachement d'armée de Belgique

29 octobre - 16 novembre 1914
- Groupement de Nieuport

14 décembre 1914 au 5 février 1915

### Sources et bibliographie
- François René Boullaire, Historique du 2e corps de cavalerie du 4er octobre 1914 au 1er janvier 1919, d'après les archives historiques du ministère de la guerre, Nancy, Charles-Lavauzelle et Cie, 1923, 503 p.[1].
- François René Boullaire et Cdt Brun, « Le 2ème corps de cavalerie dans les Flandres du 9 avril au 3 mai 1918, Le Kemmel », Revue militaire générale, t. 18,‎ 1921, p. 425-475 (lire en ligne).
- La division légère automobile, par le général Boullaire Berger-Levrault.:  aperçu des conditions dans lesquelles doivent fonctionner les différents organes de sûreté d'une colonne automobile, il estime que le char est un engin nécessaire pour les actes de force, mais qu'il n'est pas un organe de reconnaissance.
- Le Général de Mitry, par le général Boullaire
- (fr) Service historique de l'armée de terre, Inventaire sommaire des archives de la Guerre 1914-1918, Troyes, Imprimerie « la Renaissance », 1969, 691 p., (BNF 35127448).
- Victor Giraud, Histoire de la Grande Guerre, Paris, Librairie Hachette, 1920, 777 p.